# Tertiuseginia chekiangensis
Tertiuseginia chekiangensis är en tvåvingeart som beskrevs av Ouchi 1938. Tertiuseginia chekiangensis ingår i släktet Tertiuseginia och familjen husflugor. Inga underarter finns listade i Catalogue of Life.